# اندازه‌گیری دنیا
اندازه‌گیری دنیا (به آلمانی: Die Vermessung der Welt) نام رمانی است که توسط نویسنده آلمانی دانیل کلمان در سال ۲۰۰۵ منتشر شده است. این رمان نتیجه ملاقات سال ۱۸۲۸ بین ریاضیدان آلمانی کارل فریدریش گاوس و الکساندر فون هومبولت جغرافی‌دان —که در سفرهای خود همراه با آیم بن‌پلان است— و هم‌چنین سفرهای هومبولت و بن‌پلان در آمریکا را در سال ۱۸۲۸ شرح می‌دهد. یکی از داستان‌های فرعی در این کتاب، درگیری بین گاوس و پسرش اُیگن است؛ در حالی که اُیگن می‌خواهد زبان‌شناس شود اما پدرش مقرر کرده بود که او به مطالعه حقوق بپردازد. این کتاب یکی از کتاب‌های پرفروش به شمار می‌آید. به‌طوری‌که تنها در سال ۲۰۱۲ بیش از ۲٫۳ میلیون نسخه از آن در آلمان به‌فروش رسیده است.